# Andrea González Pérez
Andrea González Pérez (Tuy, 8 de octubre de 1987) es una gestora cultural y pianista española, presidenta de la Confederación de Juventudes Musicales de España y directora-fundadora del IKFEM Festival Tui-Valença. En 2025 y 2019 fue elegida entre las Top 100 Mujeres Líderes en España.

## Biografía
Formación
Cursó gestión de industrias culturales en la Academia del Teatro alla Scala de Milán, obtuvo un Máster of Arts in Music Business Management en la University of Westminster de Londres y una licenciatura en Gestión de Música y Artes Escénicas en la Escuela Superior de Alto Rendimiento de Valencia. Así como, obtuvo un Máster en Interpretación en el Conservatorio Giuseppe Verdi de Milán y se licenció en piano en el Conservatorio Superior de Música de Castellón. Fue becaria de las fundaciones Pedro Barrié de la Maza y Segundo Gil Dávila. 
Carrera profesional
Desde 2024, es presidenta de la Confederación de Juventudes Musicales de España, convirtiéndose con 36 años en la primera mujer en liderar esta entidad histórica fundada en 1952, que cuenta con la Medalla de Oro al Mérito en las Bellas Artes, S.M. la Reina Doña Sofía ostenta la Presidencia de Honor y Juventudes Musicales, presente en 55 países, es considerada por la UNESCO “el movimiento cultural juvenil más importante en el mundo”. 
Desde 2022, es funcionaria interina de la Xunta de Galicia del cuerpo de profesores catedráticos en la especialidad de Producción y Gestión de Música y Artes Escénicas del Conservatorio Superior de Música de Vigo. 
Andrea González funda y dirige desde 2013 el IKFEM Festival Tui-Valença, único en Europa por su carácter transfronterizo entre España y Portugal. Un formato referente en el panorama cultural ibérico que ha inaugurado la agenda cruzada de los Gobiernos de España y Portugal en 2024 con la actuación de la Orquesta Sinfónica RTVE, y ha contado con la distinción de la Comisaria Europea de Cohesión y Reformas. 
Andrea González recibió más de una docena de premios nacionales e internacionales. Ha actuado en auditorios de Australia, Cuba, Reino Unido, Italia, Portugal y España como solista, interpretando música de cámara y con orquestas sinfónicas. Destacan principalmente sus conciertos en el Teatro Real de Madrid, la Australian National University de Canberra, el Teatro Nacional de Cuba, el Barbican Center de Londres o el Teatro alla Scala de Milán. 
Siente una particular afinidad por su tierra, Galicia, y por su país, España. Siempre inmersa en nuevas formas de propagar el patrimonio cultural y la cultura como herramienta de transformación social. 
Su trabajo discográfico ‘Salvado – Piano Works’ (Warner Music Spain) recupera la música del misionero español Rosendo Salvado en colaboración con la diseñadora Agatha Ruiz de la Prada. La revista Ritmo valora el álbum como "altamente recomendado, imponente interpretación, excelente sonido y una experiencia auditiva tan realista como se puede imaginar". La polifacética artista gallega se ha dedicado desde 2014 a descubrir, estudiar e interpretar la música para piano de Rosendo Salvado,pionero en la defensa de los derechos humanos de los aborígenes australianos en el siglo XIX, natural de Tui al igual que González. Colabora en el documental “De Rosendo a Rosendo” junto al músico Rosendo Mercado, galardonado en los Hollywood International Independent Documentary Awards 2016, y en la serie documental “Rosendo Salvado. Aventura y misión de un gallego en Australia” de la Televisión de Galicia.   
Estrella Galicia escogió a Andrea González para ser imagen de la galería de arte urbana más grande del mundo "Las Estrellas del Camino". En 2025 y 2019, fue elegida entre las Top 100 Mujeres Líderes en España, en la categoría de Cultura. 

## Distinciones
- Top 100 Mujeres Líderes en España (España, 2025)
- Premio Mulleres FEMUPO (España, 2022)
- Top 100 Mujeres Líderes en España (España, 2019)
- Referente Galega por Executivas de Galicia (España, 2019)
- Beca Fundación Pedro Barrié de la Maza (España, 2014)
- Beca Fundación Segundo Gil Dávila (España, 2012)
- Primer Premio en Fondazione Wagneriana di Milano (Italia, 2012)
- Primer Premio en Concurso Josep Mestre Serrano (España, 2006)
- Segundo Premio en Concurso Nacional Veguellina de Órbigo (España, 2005)
- Primer Premio en Concurso de Piano Real Club Náutico de Vigo (España, 2004)
- Mención de Honor en International Piano Competition of Fundão (Portugal, 2001)